# 野木宮合戦
野木宮合戦（のぎみやかっせん）は、寿永2年2月23日（1183年3月18日）に、下野国の野木宮（栃木県下都賀郡野木町）で源頼朝らと志田義広らが争った合戦。

## 経過

### 戦前
志田義広は源為義の三男であり、源頼朝の叔父にあたる。治承4年（1180年）に頼朝が平氏打倒の兵を挙げ鎌倉に政権を建てるが、それには加わらず常陸国信太荘（茨城県稲敷市）に居住していた。
寿永2年（1183年）2月、源頼朝の御家人らは鎌倉に襲来すると風聞された平家に対抗するため駿河国に在った。
20日、志田義広は鎌倉を攻める兵を挙げ、30000余騎を率い下野国・野木宮へと到る。源頼朝は下河辺行平と小山朝政に対応を託し、小山朝政の弟長沼宗政と従兄弟関政平は、朝政を助けるため鎌倉を発し下野国に向かった。関政平はその途路で志田義広の軍に加わり、源頼朝は翌日から鶴岡八幡宮で東西の戦いの静謐を祈り始める。

### 合戦
23日、志田義広は鎌倉へ軍を発する。まず、志田義広は足利俊綱・忠綱父子を誘い軍に加えた。足利と小山は同族であるが、下野国で勢力を争っており、足利忠綱は治承4年（1180年）の宇治橋での戦い（橋合戦）でも平家に加わり、以仁王や源頼政を破るなど活躍を見せていた。その後、俊綱父子は平清盛から希望していた恩賞を与えられず、頼政方についてその後源義仲（木曽義仲）を頼った矢田義清との所領（足利荘・簗田御厨など）争いもあったことから、頼朝に臣従した時期もあったが、義清の異母弟足利義兼との対立から頼朝への反抗に転じたとみられる。次に志田義広は小山朝政も誘う。朝政は父小山政光が京で勤仕していたため兵が少なく、義広に加わると偽り、野木宮に潜んだ。さらに足利俊綱の異母弟・足利有綱とその子・佐野基綱（忠綱の甥）も秘かに小山朝政の陣営に馳せ参じ、伯父の足利俊綱と従兄弟の足利忠綱らに対して宣戦布告した。
一方、返答を受けた志田義広は喜んで小山朝政の館に赴き、その途中の野木宮に到ると、朝政らは声を挙げ、義広らを狼狽させる。次に朝政の郎従である太田菅五、水代六次、次郎和田、池二郎、蔭澤次郎、小山朝光の郎従である保志泰三郎らが義広を攻めた。この小競り合いで義広は矢を放ち、小山朝政を落馬させる。この馬を戦場に向う途中の登々呂木澤で拾った長沼宗政は、小山朝政が討たれて合戦は敗れたと考え、急ぎ志田義広の陣へ向い、その途路で義広の乳母子である多和利山七太を討つ。その後、志田義広は野木宮西南に陣を引き、小山朝政と長沼宗政は東から攻めるが、東南からの暴風により巻き上げられた焼野の灰が視界を妨げ、戦いは乱れ、地獄谷登々呂木澤では多くの死骸が残った。
下河辺行平と弟の下河辺政義は古河と高野を固め、志田軍の敗走兵を討った。足利有綱・佐野基綱父子、浅沼広綱、木村信綱、太田行朝らは、小手差原や小堤に陣を取り戦った。他には、八田知家、下妻淸氏、小野寺道綱、小栗重成、宇都宮信房、鎌田爲成、湊川景澄、源範頼らが朝政に加わった。なお『吾妻鏡』において範頼はここが初見である。

### 戦後
27日、鶴岡八幡宮での祈祷を終えた源頼朝は、小山朝政らの使者から志田義広の逃亡を聞く。翌日には長沼宗政からの報告を受け、志田義広に加わった武士の所領を全て取り上げ、小山朝政や小山朝光らに恩賞を与える。これにより関東において頼朝に敵対する勢力は無くなった。
足利忠綱は上野国での潜伏を経て、山陰道を通り西海へ赴いた。敗れた志田義広は源義仲の下に加わるが、最期は伊勢国で討たれた。

## 合戦の年月日
『吾妻鏡』はこの戦いを治承5年（1181年）閏2月23日に記しているが、元久2年（1205年）8月7日や建久3年（1192年）9月12日の記事には、寿永2年（1183年）2月23日に戦って恩賞が与えられたと記されている。この矛盾は『吾妻鏡』の編集に誤りがあり、実際の戦いは寿永2年2月23日に行われたと解されている。その一方で寿永2年説を採用すると、義広とともに反抗して追放された藤姓足利氏（俊綱・忠綱父子）の没落に関する記事に新たな矛盾が生じる。更に治承5年閏2月23日条には義広が前年の夏に以仁王の令旨を受け取ったことが明記されており、以仁王の乱の翌年に義広が挙兵したと解すれば治承5年の年次は正しいとも解される。このため、元久2年や建久3年の『吾妻鏡』の記事の編集の方に誤りがあった（合戦発生の年次と恩賞支給の年次が混同されたなどの）可能性もあり治承5年（＝養和元年）閏2月23日の方が正しい日付であるとする説もある。

## 源頼朝無関係説
野木宮合戦には源頼朝の弟で後の平家討伐で重要な役割を果たす源範頼が初めて登場するが、この戦いでは門葉かつ頼朝の弟でありながら、一介の将としての参加でかつ兄の頼朝から出陣の命を受けた形跡すらない。また、京都もしくは遠江で育ったとみられる範頼がいつ頼朝の麾下に参じたかに関する記録も存在しない。
これについて、近年になって菱沼一憲はこの当時小山氏・下河辺氏・八田氏らが擁していたのは頼朝ではなく範頼で、野木宮合戦は源範頼と志田義広による北関東における勢力拡大を巡る私戦に過ぎず、鎌倉の頼朝はこの戦いとは無関係であったとする説を提示した（なお、菱沼は野木宮合戦は治承5年（1181年）説を取る）。菱沼はその理由として範頼の養父である藤原範季は下野国の受領を務めており範頼が根拠地とする基盤が存在したこと、小山朝政の父である政光が在京しており頼朝の挙兵に直ちに加われる環境になかったこと（頼朝の下には弟の結城朝光らを派遣している）、一方志田義広が鎌倉を攻める意思を持っていれば小山方面に進むのは遠回りであること、頼朝から義広討伐を命じられたとされる関政平が途中で志田側についた不自然さなどをあげ、義広の標的は最初から小山であり、小山朝政も志田義広に対抗できる源氏の貴種として鎌倉の頼朝ではなく、下野に下っていた弟の範頼を擁した結果、志田義広と源範頼の間で軍事衝突に至ったとする。その後、寿永元年（1182年）までに範頼・小山氏らはいずれも頼朝勢力と合流しているが、後に範頼は誅殺された（なお、菱沼は範頼が誅殺された原因を、頼朝が曾我兄弟の仇討ち直後に発生した常陸国内の混乱から、野木宮合戦を通じて同国に影響力を持った範頼の関与を疑ったとする）。ところが、小山氏にとって当初は範頼を擁していた事実や私戦としての要素は、裏を返せば頼朝の幕府創設への貢献を訴える点では弱点になる。そこで『吾妻鏡』編纂時に小山氏が頼朝のために志田義広を討伐したという主張を載せた史料を提示して小山氏が範頼を擁していた事実を隠し、幕府側はその史料を元に野木宮合戦が頼朝による北関東平定の話へと書き換えたとしている。
菱沼はさらに、この合戦の本質は下河辺荘水系などをめぐる利権争いに周辺豪族がそれぞれ連帯しておきた争いで、志田義広らに鎌倉を攻める意図はなかったと延べている。また野木宮は一連の合戦の北の端に起きた戦闘の一つに過ぎず、主要な戦地は下河辺荘一円にあったとしている。